# Milltown Malbay

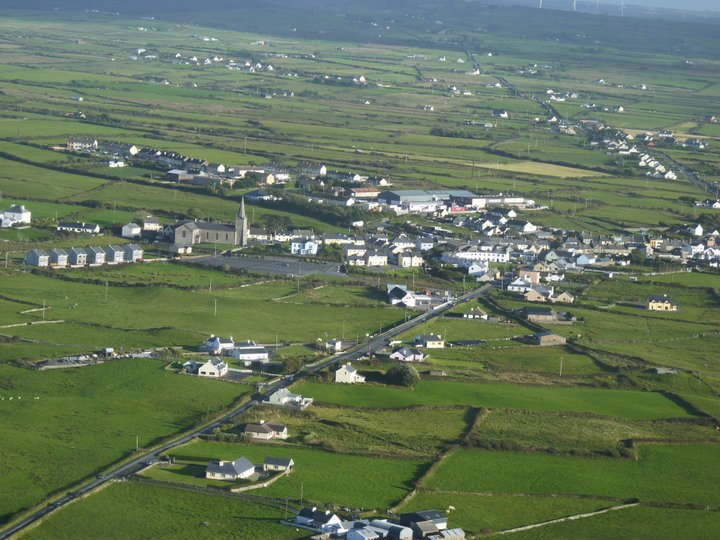
Milltown Malbay

Milltown Malbay, auch Miltown Malbay (irisch Sráid na Cathrach), ist ein Ort und Parish im County Clare im Westen der Republik Irland.
Milltown Malbay liegt zwischen Lahinch im Norden und Kilkee im Süden nahe der Atlantik-Küste an der Überlandstraße N67 und hatte bei der Volkszählung 2022 eine Zahl von 921 Einwohnern; seit 2006 hat sich die Einwohnerzahl damit um fast 50 % erhöht.
Zum Parish von Milltown Malbay gehört das Dorf Spanish Point (Rinn na Spáinneach), das eine größere Zahl von Ferienhäusern beherbergt und der Geburtsort des langjährigen irischen Präsidenten Patrick Hillery ist.
Milltown Malbay war an das Netz der West Clare Railway angeschlossen, die zwischen 1887 und 1961 operierte.
Seit 1973 findet in Milltown Malbay jedes Jahr in der ersten Julihälfte die Willie Clancy Summer School (Scoil Samhraidh Willie Clancy)  statt. Dieses größte Festival für traditionelle irische Musik weltweit zieht jährlich tausende Besucher aus aller Welt an. Das Festival wurde zu Ehren des Uilleann Pipers Willie Clancy (1918–1973) etabliert, der zuletzt in Milltown Malbay lebte.

## Persönlichkeiten
- Patrick Hillery (1923–2008), 6. Präsident von Irland (1976–1990)